# Asociación Sudafricana de Fútbol
La Asociación Sudafricana de Fútbol (en inglés: South African Football Association), es el ente que rige al fútbol en Sudáfrica. Fue fundada en 1932 y afiliada a la FIFA en 1992 luego que le fuera levantada la suspensión por el Apartheid. Es un miembro de la Confederación Africana de Fútbol (CAF) y está a cargo de la selección de fútbol de Sudáfrica y todas las categorías inferiores.
En 2010 es la federación encargada de organizar, junto a la FIFA, la Copa Mundial de Fútbol de 2010.

## Campeonatos de clubes
- Premier Soccer League (16 equipos de primera división).
- Primera División de Sudáfrica (16 equipos de segunda división).
- Vodacom Promotional League (144 equipos, divididos en 9 ligas regionales, tercera división)